# Ramón Silva Ulloa
Ramón Augusto Silva Ulloa (Limache, 31 de agosto de 1914-Santiago, 31 de octubre de 2004) fue un contador y político chileno.

## Biografía
Fue hijo de Augusto Armando Silva Montenegro, fundador de la Sociedad de Artesanos de Limache, y de Elisa Ulloa Trujillo. Estudió en el Instituto Superior de Comercio de Valparaíso, donde se graduó de contador en 1932, para luego especializarse en auditoría y legislación tributaria. En su época estudiantil fue dirigente de la Federación de Estudiantes Secundarios de Valparaíso.
Estuvo casado con Prudencia Araníbar Zenteno, con quien tuvo cuatro hijas: Adriana, Liliana del Carmen, María Eugenia, Elisa, y fue abuelo.
Ejerció su profesión para empresas salitreras de Antofagasta y trabajó en la Compañía Minera Disputada de Las Condes (1934-1937) y en la Chile Exploration Company de Chuquicamata (1937-1952). Fue miembro del Colegio de Contadores y socio jubilado de la Sociedad de Artesanos de Limache.

## Carrera política

### Militante socialista y líder sindical
En 1930 inició su militancia en la Nueva Acción Pública (NAP), partido que en 1933 conformaría el Partido Socialista de Chile (PS).
Fue director del Sindicato de Empleados del Mineral de Chuquicamata (1939). Su vida sindical en Chuquicamata culmina con su detención, en 1951, a raíz de una huelga de los paleros, cuando le fue aplicada la Ley de Defensa de la Democracia. Tras permanecer privado de libertad en Iquique durante 46 días, fue dejado en libertad, pero no fue reincorporado a la empresa.
Ejerció como regidor de la Municipalidad de La Serena (1947-1950). También fue regidor de la Municipalidad de Calama (1950-1953), ejerciendo como alcalde subrogante.
Fue fundador de la Confederación de Trabajadores del Cobre en Machalí, con trabajadores de la mina El Teniente (1951). En 1952 ingresó al Partido Socialista Popular.

### Diputado y senador
Fue elegido diputado por Antofagasta, Taltal y Tocopilla para el término 1953-1957; en dicho periodo fue miembro de la comisión permanente de Hacienda y de Gobierno Interior.
Fue reelgido en el cargo, nuevamente por Antofagasta, Taltal y Tocopilla, para el periodo 1957-1961, siendo miembro de la comisión permanente de Economía y Comercio y de Policía Interior. Fue presidente del Comité Parlamentario Socialista Popular (1957).
Como diputado, fue autor de numerosos proyectos que se convirtieron en leyes, como el de descanso dominical para empleados y obreros y el que estableció rebajas de pasajes en giras de estudios para estudiantes y docentes de establecimientos fiscales de zonas apartadas.
Fue reelegido por un tercer periodo (1961-1965) como diputado por Antofagasta, Taltal y Tocopilla. En este periodo fue miembro de la comisión permanente de Economía y Comercio, y la comisión especial de Salitre. Fue representante de Chile en la 2.ª Conferencia Interparlamentaria Americana, celebrada en Washington, Estados Unidos (1964). Paralelamente fue consejero de la Caja de Previsión de Empleados Particulares (1961).
Fue reelegido por un tercer periodo (1965-1969) como diputado por Antofagasta, Taltal y Tocopilla. Fue miembro de la comisión permanente de Obras Públicas, y la comisión especial de Vivienda.
Fue elegido senador, en representación de la Unión Socialista Popular (USOPO), por Tarapacá y Antofagasta para el periodo 1969-1977. En la elección parlamentaria obtuvo 13.880 votos, mientras los cuatro candidatos del PS sacaron menos de 5.000 votos. Como senador integró la comisión permanente de Defensa Nacional y Gobierno Interior. Fue Representante de Chile en la 3.ª. Conferencia Interparlamentaria Americana, celebrada en Washington, Estados Unidos (1969).

### Dictadura militar y retorno a la democracia
El golpe de Estado del 11 de septiembre de 1973, puso término anticipado al período legislativo por medio del Decreto Ley N.° 27, del 21 de septiembre de 1973, el cual disolvió el Congreso Nacional. Después de dejar su función legislativa, fue presidente de la Unión Socialista Popular en la clandestinidad (1976-1979), y miembro de la Alianza Democrática (1983-1988), opositora a la dictadura militar. Asimismo, fue uno de los fundadores del Partido por la Democracia (PPD) en diciembre de 1987, y de la Concertación de Partidos por la Democracia (1988).
Tras el retorno a la democracia fue consejero del presidente Patricio Aylwin (1991), y presidente del directorio de ESSAN en Antofagasta.
Tras su muerte, ocurrida el 31 de octubre de 2004, el 30 de noviembre de 2004 la Cámara de Diputados le rindió un homenaje a su vida y labor parlamentaria.

## Historial electoral

### Elecciones parlamentarias de 1965
- Elecciones parlamentarias de 1965 canidatos a diputados para la 2.º Agrupación Departamental (Antofagasta, Tocopilla, El Loa y Taltal). Período 1965-1969 (Fuente: Dirección del Registro Electoral, domingo 7 de marzo de 1965)

### Elecciones parlamentarias de 1969
- Elecciones parlamentarias de 1969 candidatos a senadores para la 1.ª Agrupación Provincial, Tarapacá y Antofagasta.[4]